# Serie Radeon 500
La serie Radeon 500 es una serie de procesadores gráficos desarrollados por AMD. Estas tarjetas se basan en la cuarta iteración de la arquitectura Graphics Core Next, con GPU basadas en chips Polaris 30, Polaris 20, Polaris 11 y Polaris 12. Por lo tanto, la serie RX 500 utiliza la misma microarquitectura y conjunto de instrucciones que su predecesor, al tiempo que utiliza mejoras en el proceso de fabricación para permitir velocidades de reloj más altas.
Los chips GCN de tercera generación se producen en un proceso CMOS de 28 nm. Los chips Polaris (GCN de cuarta generación) (excepto Polaris 30) se producen en un proceso FinFET de 14 nm, desarrollado por Samsung Electronics y con licencia para GlobalFoundries. Los chips Polaris 30 se producen en un proceso FinFET de 12 nm, desarrollado por Samsung y GlobalFoundries.

## Modelos
- Los estándares de visualización admitidos son: DisplayPort 1.4 HBR, HDMI 2.0b, color HDR10.[5]
- También se admiten Dual-Link DVI-D y DVI-I con resoluciones de hasta 4096 × 2304, a pesar de que los puertos no están presentes en las tarjetas de referencia.
- También se admiten puertos VGA con resoluciones de hasta 2048x1536, a pesar de que los puertos no están presentes en las tarjetas de referencia, aunque los puertos VGA se encuentran principalmente en tarjetas vendidas exclusivamente en el este de Asia.